# Kärrevattens huvud
Kärrevattens huvud är en sjö i Uddevalla kommun i Bohuslän och ingår i Bäveån-Örekilsälvens kustområde.